# Diplothyrus schubarti
Diplothyrus schubarti – gatunek roztocza z kohorty żukowców i rodziny Neothyridae.
Gatunek ten został opisany w 1999 roku przez Pekkę T. Lehtinena.
Roztocz ten osiąga 1,9 mm długości jasnobrązowego ciała. Rostrum ma krótsze niż Neothyrus ana. Jego idiosoma jest krótko-owalna i pokryta bezbarwnymi włoskami. Tarczka brzuszna pokankłuwana i z prawie równą tylną częścią epiandrium. Średnica tarczki genitalnej jest u samca wyraźnie mniejsza niż jej odległość od czwartej pary bioder. Dwa silne zęby na każdym palcu szczękoczułków. Grzebienie na goleniach nogogłaszczków złożone z 4-5 krótkich i grubych kolców.
Gatunek znany z brazylijskiego stanu Amazonas.